# Nicole Petignat
Nicole Petignat, född 27 oktober 1966 i La Chaux-de-Fonds, Schweiz, är en schweizisk fotbollsdomare. Petignat dömde bland annat VM-finalen för damer mellan USA och Kina i USA 1999. Hon blev historisk 14 augusti 2003 då hon som första kvinna dömde en Uefa-match för herrar mellan AIK och Fylkir.